# Santana de Mangueira
Santana de Mangueira é um município brasileiro do estado da Paraíba, localizado na Região Metropolitana do Vale do Piancó. De acordo com o IBGE (Instituto Brasileiro de Geografia e Estatística), no ano de 2006 sua população era estimada em 5.235 habitantes. Área territorial de 402 km².

## História
O povoado que originou Santana de Mangueira nasceu em 1884, ano em que foi instalada a Fazenda Serrote, de propriedade de Antônio de Souza Mangueira.
Um capela dedicada à Nossa Senhora Santana foi o centro do pequeno povoado inicialmente chamado de Mangueira, que em 1922 tornou-se distrito de Ibiara.
O distrito de Mangueira veio a crescer e conseguiu emancipação de Ibiara em 1963, por meio da Lei Estadual nº 3.095 de 5 de novembro, passando a se chamar Santana de Mangueira, assumindo o sobrenome em homenagem a seus primeiros moradores.

## Geografia
O município está incluído na área geográfica de abrangência do semiárido brasileiro, definida pelo Ministério da Integração Nacional em 2005.  Esta delimitação tem como critérios o índice pluviométrico, o índice de aridez e o risco de seca.